# بي جيز
بي جيز (بالإنجليزية: Bee Gees)‏ هي فرقة بريطانية تأسست في أستراليا عام 1958. تألفت هذه الفرقة من الأخوة الثلاث باري غيب الذي ولد عام 1946 م والتوأم روبن غيب وموريس غيب اللذان ولدا عام 1949.
مع بداية عام 2005 م، تخطت مبيعات الفرقة 225 مليون أسطوانة مما جعلها ضمن الفرق الأكثر مبيعاً في التاريخ. أشهر أغانيهم أغنية (بالإنجليزية: Stayin' Alive)‏ التي ظهرت في فيلم Saturday Night Fever.

## مقدمة
فريق البي جيز هو فريق موسيقي تأسس عام 1958. يتكون الأعضاء الرئيسيين للمجموعة من الأخوة باري جيب وروبن جيب وموريس جيب. كان الثلاثة ناجحين لمعظم عقود تسجيلهم للموسيقى، لكن كانت لديهم فترين من النجاح الاستثنائي: فترة موسيقى الروك في أواخر 1960 وأوائل 1970، وكمؤدين رواد في فترة عصر موسيقى الديسكو في أواخر 1970. كانت المجموعة تغني باستخدام الهارموني المكون من ثلاثة أصوات والتي نتعرف عليها في الحال عند سماعها؛ وكان الفيبراتو في صوت روبن علامة مميزة لفترة أغانيهم الأولى، في حين أصبح الصوت الفالستو الآر إن بي لباري الصوت المميز خلال أواخر 1970 و1980. كتب الأخوة كل أغانيهم، إضافة إلى كتابة وإنتاج العديد من الأغاني الكبرى العديدة لفنانين آخرين.
ولد الأخوة جيب في جزيرة مان من أبوين إنجليز، عاشوا في «شورتين» بمانشستر بإنجلترا، ثم انتقلوا في أواخر الخمسينات إلى رادكليف في كوينزلاند في أستراليا، حيث بدؤا مشوراهم الفني في الموسيقى. بعد تحقيق أول نجاح في قوائم الأغنيات في أستراليا بأغنية Spicks and Specks التي تعد الأغنية السنجل رقم 12 لهم، عادوا إلى المملكة المتحدة عام 1967 حيث بدأ المنتج روبرت ستيجويد الترويج لهم للجمهور عبر العالم.
وصلت مبيعات ألبومات البي جيز إلى أكثر من 220 مليون مما يجعلهم ضمن أفضل الفنانين الذين حققوا مبيعات للموسيقى في كل العصور. وتم تكريمهم في الصالة الفخرية للروك آند رول عام 1997، كان مقدم الجائزة لما وصفهم ب«الأسرة الأولى للهارموني في بريطانيا»، هو برايان ويلسون، القائد الشهير لفريق «بيتش بويز»، الذي كان أيضا فريق يتكون من اشقاء. ذكر في التكريم أن «فقط ألفيس بريسلي والبيتلز ومايكل جاكسون وجارث بروكس وبول ماكرتني حققوا مبيعات تفوق البي جيز».
بعد وفاة موريس غير المتوقعة في يناير 2003، تخلى باري وروبن عن اسم الفريق بعد 45 عام من النشاط الفني. في عام 2009 أعلن روبين أنه وباري وافقا على تشكل فريق البي جيز مرة أخرى والغناء مرة أخرى. توفي روبن في مايو 2012 بعد صراع طويل مع مرض السرطان.[بحاجة لمصدر]

## التاريخ

### 1955–1966: تكوين الفريق والشهرة في أستراليا

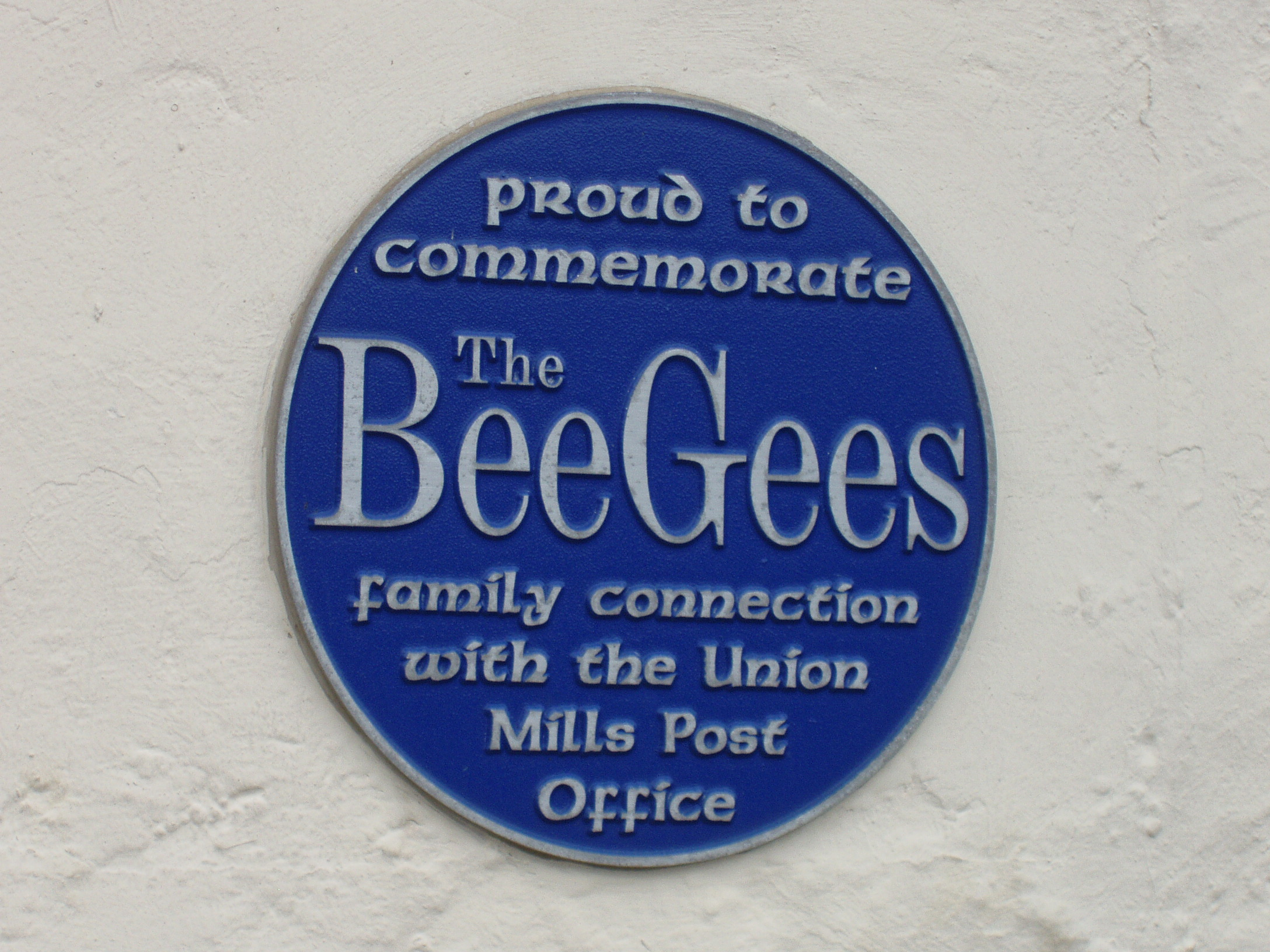
لوحة عليها اسم بي جيز في متلاند تيراس/تقاطع سترانج رود، يونيون ميلز، في جزيرة مان

في عام 1955، باري جيب إلى جانب أخويه روبين جيب وموريس جيب عادوا إلى البلد الأم لوالدهم هيو جيب كورلتون كاب هاردي، في مانشستر في إنجلترا حيث التحقوا بمدرسة «أوزولد رود الابتدائية»، وكونوا فريق روك أند رول يدعى باسم «راتل سنيكس» الذي تكون من باري على الجيتار والفوكال (الصوت الغنائي)، وكان روبن وموريس يغنون، مع أصدقائهم بول فروست على الدرامز وكيني هوروكز على آلة الباص. في ديسمبر 1957 بدأ الصبية في الغناء بأسلوب الهارموني. يقال أنهم كانوا ينوون استخدام اسلوب lip sync (الذي يعني تحريك الشفاة مع صوت مسجل) في سينما جومونت المحلية (مثلما فعل أطفال أخرون في الأسابيع السابقة) وبينما كانوا يجرون للمسرح، انكسرت منهم الاسطوانة. اضطر الأشقاء إلى الغناء مباشرة وتلقوا رد فعل إيجابي من الجمهور حتى أنهم قرروا العمل في مهنة الغناء. في مايو 1958 حل فريق راتل سنيكس حين غادر فروست وهوركس لتكوين فريق وي جونز هيز وبلو كاتز. في أغسطس 1958 هاجرت اسرة جيب بما في ذلك أخوهم الطفل أندي جيب إلى رادكليف، شمال شرق بريزبان في كوينزلاند أستراليا. بدأ الأخوة الشباب الغناء ليتمكنوا من جمع المصاريف النثرية. تعرفوا على مذيع الراديو بيل جيتس من خلال بيل جود (الذي شاهدهم يغنون عام 1959). سماهم جيتس «بي جيز» على اسمه واسم جود، والاسم الأول لباري جيب – بالتالي الاسم ليس إشارة خاصة لاختصار اسم «الاخوة جيب»، رغم الاعتقاد الشائع. في عام 1960 ظهر البي جيز في عروض التلفزيون. في السنوات القليلة التالية بدءوا العمل بانتظام في المنتجعات في ساحل كونيزلاند. لكتابة اغانيه كان باري مهتم بالنجم الأسترالي كول جوي الذي ساعدهم على الحصول على عقد تسجيل عام 1963 مع شركة «فستيفال ريكوردز» التابعة لشركة «ليدون ريكوردز» باسم «بي جيز». أطلق الثلاثة أغنيتين أو ثلاثة أغاني في السنة، بينما قدم باري أغاني إضافية لفنانين أستراليين آخرين. من 1963 إلى 1966 انتقلت أسرة جيب للعيش في 171 بونرونج رود، في ماروبرا في سيدني. كانت أغنية صغيرة صدرت عام 1965 Wine and Women (خمر ونساء) هي التي أدت لظهور أول ألبوم للبي جيز بعنوان The Bee Gees sing and play 14 Barry Gibb songs (البي جيز يغنون ويعزفون 14 أغنية لباري جيب). بحلول عام 1966، كانت شركة فستيفال على وشك فسخ العقد معهم بسبب عدم نجاحهم التجاري. في هذا الوقت التقوا بكاتب الأغاني والمنتج الأمريكي نيل كبنر الذي تعين مدير لشركة مستقلة جديدة باسم «سبين ريكوردز». أصبح كيبنر المدير الفني للمجموعة لوقت قصير وتفاوض بنجاح لنقلهم لشركة سبين مقابل منح شركة فستيفال حقوق توزيع أسترالية لتسجيلات الفرقة. رغم أن كيبنر التقى بالمهندس المنتج أوسي بيرن. أنتج أو تعاون لينتج مع كيبنر الكثير من التسجيلات الأولى لشركة سبين، معظمها أنتج في الاستديو الصغير الذي بناه بنفسه باسم سانت كلير في ضاحية هيرستفيل في سيدني. أعطي بيرن الإخوة جيب حق استعمال غير محدود لاستديو سانت كلير لعدة أشهر في منتصف 1966. اعترف الفريق لاحقا أن هذا مكنهم من تحسين مهارتهم كفنانين مسجلين. خلال هذا الوقت المثمر سجلوا مواد أصلية كثيرة بما فيهم الأغنية التي صارت أول أغنية ناجحة لهم spicks and specks حيث لعب فيها بيرن «الكودا» (coda) على آلة الترومبت وأيضا النسخ للاغاني الحالية لتسجيلات مثل فريق البيتلز. تعاونوا باستمرار مع موسيقيين محليين آخرين بما في ذلك أعضاء من فرقة ستيف وذا بورد، بقيادة ستيف كيبنر، ابن نات المراهق. بعد شعورهم بخيبة الامل من قلة النجاح، قرروا العودة لإنجلترا في اواخر 1966. سافر معهم أوسي بيرن وتبعهم بعد ذلك في الحال كولين بيترسن، الذي صار آخر الأمر عازف الطبول في الفريق. أثناء سفرهم بالبحر في يناير 1967 عرفوا أن أغنية spicks and specks حققت مركز أفضل أغنية سنجل كما ذكرت مجلة موسيقى البوب الأسترالية الأولى.

### ألبومات «ألبوم البي جيز الأول»، «أفقي» و«فكرة»

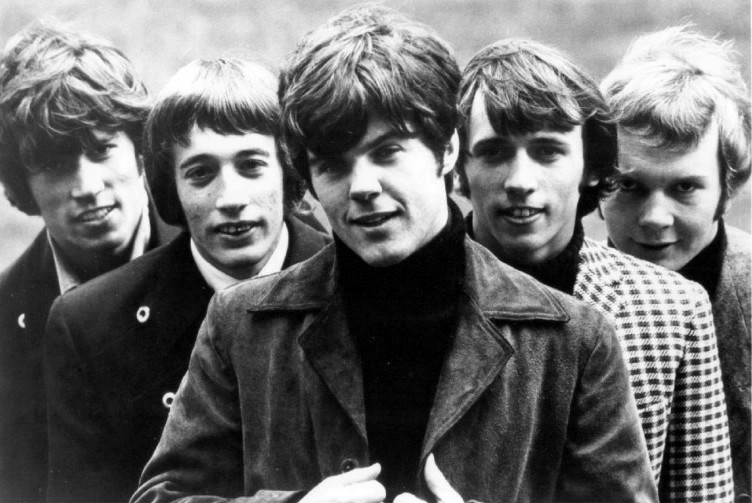
البي جيز عام 1967 (من اليسار لليمين: باري جيب، روبن جيب، فنس مالوني، موريس جيب وكولين بترسن)

قبل رحيلهم من أستراليا لإنجلترا، أرسل هيو جيب تسجيلات كنموذج لبراين إبستاين، مسئول عن الدعاية كان يدير فريق البيتلز ومدير محل اسطوانات بريطاني باسم إن إي إم إس. أعطى براين إبستاين الشرائط لروبرت ستيجويد الذي انضم للمحل حديثا. بعد مقابلة ستيجويد فبراير 1967 وقع البي جيز عقد لخمس سنوات حيث تصدر شركة «بولدور ريكورد» أغانيهم في المملكة المتحدة وشركة «أتكو ريكورد» في أمريكا. سرعان ما بدأ الفريق العمل في الألبوم الدولي الأول، شن ستيجود حملة دعاية تصادفت مع إطلاق الألبوم.
أعلن ستيجود أن البي جيز «أهم موهبة جديدة لعام 1967»، بالتالي بدأ مقارنة البي جيز بالبيتلز. قبل تسجيل الألبوم الأول أضافوا كولين بيترسن وفنس ميلوني لجعل المجموعة فريق. صدرت ثاني أغنية سنجل بريطانية (كانت أول أغنية بريطانية هي spicks and specks)، بعنوان New York Mining Disaster 1941 (كارثة منجم نيويورك 1941)، في إذاعات الراديو مع ملصق أبيض فارغ يذكر اسم الأغنية فقط. بعض «الدي جي» افترضوا في الحال ان هذه أغنية جديدة للبيتلز وشغلوا الاغنية بتكرار. هذا ساعد الأغنية على الوصول لرقم 20 في سباقات الأغاني في كل من إنجلترا وأمريكا. لم يكن ذلك ضروري للترويج لثاني أغنية سنجل للبي جيز to love somebody (أن تحب شخصا ما) لتصل لمركز 20 في قائمة أفضل الأغاني في أمريكا. كتبت في الأصل ليغنيها أوتس ريدنج، غنى باري هذه «السول بالاد»، وأصبحت أغنية بوب غناها الكثير مثل رود ستيوارت ونينا سيمون ومايكل بولتون. صدرت أغنية سنجل أخرى Holiday (عطلة) في أمريكا ووصلت إلى المرتبة رقم 16. وصل الألبوم الأساسي هو Bee Gees 1st (أول ألبوم لهم دوليا) لرقم 7 في أمريكا ورقم 8 في إنجلترا. نسب لبيل شيبرد فضل التوزيع الموسيقي. بعد تسجيل هذا الألبوم سجل الفريق أول تسجيل في البي بي سي في مسرح «بلايهاوس»، الذي يقع على طريق نورثامبرلاند في لندن مع بيل بيب كمنتج وأدوا أغنية new york mining disaster، وأغنية one minute woman وcucumber castle. في ذلك الوقت ظهر الفريق أول مرة في التلفزيون البريطاني في برنامج «أفضل أغاني البوب» كما يذكر موريس «كان جيمي سافيل في البرنامج، كان هذا مذهل لأننا شاهدنا صور له في كتاب نادي معجبي البيتلز لذا ظننا أننا هناك فعلا! كان في هذا العرض توجد لولو ورولنج ستونز يؤدون أغنية» فلنقضي الليلة معا«، عليك تذكر أن هذا حدث قبل اختراع فكرة النجم لذا كنا كلنا معا». الهارموني الذي يتكون من ثلاثة أصوات الذي ميز الاخوة كان يقارن مع البيتلز رغم أن المعجبين بالبي جيز الذين يألفون الاصوات لم يوافقوا على هذا دوما. في 31 ديسمبر 1967 أكمل الفريق عام ببرنامج خاص للكريسماس How On Earth؟. قبل ذلك بعشر أيام في كاتدرائية ليفربول الأنجليكانية اذيع البرنامج الساعة 6:35 مساء وأدوا أغنية thank you for christmas (التي سجلت في جلسات العمل لألبوم horizontal ولم يصدر حتى 2008) وأيضا أغنية silent night (ليلة ساكنة) وhark!the herald angels sing (اسمع الملائكة تغني). فريق الأغاني الشعبية «ذا سيتلرز» غنى في نفس البرنامج وقاده ادوارد باتي عميد الكاتدرائية. في أواخر 1967 بدءا تسجيل ألبوم ثاني. في يناير 1968 بدأ بجولة للترويج له في أمريكا، وتلقى قسم الشرطة في نيويورك خبر بتوقع استقبال يشبه استقبال البيتلز واعدت ترتيبات امنية خاصة. في فبراير حقق horizontal نجاح الألبوم الأول وقدم الاغنية السنجل التي حققت المركز الأول في أمريكا «مساشوستس» (رقم 11 في أمريكا) وأغنية world التي وصلت لرقم 7 في إنجلترا. صوت البوم horizontal كان به «روك» أكثر من الإصدار السابق رغم ان اغنيات مثل and the sun will shine (سوف تسطع الشمس) وreally and sincerely (حقا وباخلاص) كانت ناجحة أيضا. وصل ألبوم Horizontal رقم 12 في أمريكا و16 في بريطانيا. للترويج للتسجيل، ظهر الفريق أول مرة في التليفزيون الأمريكي في برنامج Smothers Brothers Show في قناة سي بي اس، قابل تومي سموزر الفريق أول مرة في رحلة للندن وأصبح صديقهم وايضا معجب باغانيهم. ذلك المساء ارتدى تومي قميص اشتراه له موريس في محل البيتلز «بوتيك آبل». مع إطلاق البوم horizontal شرعوا في جولة فنية للدول الاسكدنافية مع حفلات في كوبنهاغن. في 27 فبراير 1968 بدأ الفريق بدعم اوركسترا الوتريات لمساشوستس المكون من 17 آلة موسيقية أول جولة فنية لألمانيا حيث أقاموا حفلتين في قاعة هامبرج الموسيقية. ودعم فريق بروكول هاروم الفريق (كان لديهم أغنية معروفة "A Whiter Shade of Pale"). وكما تذكر زوجة روبن مولي هاليس «كان الالمان اشد حرارة من المعجبين في إنجلترا في قمة الولع بالبيتلز» كان جدول الجولة اخذهم ل11 مكان في عدة أيام مع 18 حفل انتقى لعروض في قاعة Braunschewig Stadhalle. بعد ذلك ذهب الفريق إلى سويسرا. وكما وصفه موريس «كان هناك أكثر من 5000 طفل في مطار زيوريخ وكل الطريق إلى برن كان الأطفال يلوحون بالأعلام الإنجليزية حين وصلنا للفندق لم تقابلنا الشرطة وهشم الأطفال السيارة. كنا في الداخل والنوافذ تحطمت وكنا على الأرض». في 17 مارس غنى الفريق في عرض اد سوليفان أغنية Words. المغنون الاخرون الذين قدموا عروض في انفس اليوم كانوا لوسيل بول وجورج هاملتون وفران جيفر. في 27 مارس 1968 قدم الفريق عرض في قاعة رويال البرت هول.
تلا ذلك أغنيتين في أوائل 1968، البالاد بعنوان «كلمات» التي حققت رقم 15 في أمريكا ورقم 8 في إنجلترا وأغنية سنجل بعنوان jumbo في الجانب الأول من الاسطوانة والجانب الثاني the singer sang his song. كانت أغنية jumbo أقل سنجل ناجح للبي جيز حتى الآن فوصلت للمرتبة 57 فقط في أمريكا و25 في إنجلترا. شعر البي جيز ان أغنية the singer sang his song كانت أقوى وهو رأي شاركه المستمعين في هولندا حيث وصل رقم 3 في القائمة. أغاني سنجل أخرى للبي جيز كانت I've gotta get a message to you التي وصلت رقم 8 في سباق الأغاني الأمريكي ورقم 1 في إنجلترا، واغنية I started a joke التي وصلت رقم 6 في أمريكا، كانت الأغنيات من الالبوم الثالث للفريق وهو idea. ألبوم idea وصل للمرتبة ال17 في أمريكا ورقم 4 في إنجلترا. بعد الجولة والبرنامج الخاص في التلفزيون للترويج للالبوم، ترك فنس مالوني الفريق لانه شعر انه يريد عزف اسلوب بلوز أكثر مما كان يكتبه الاخوة جيب. نجح ميلوني باغنية واحدة مع البي جيز وهي الاغنية الوحيدة لم يكتبها أحد الاشقاء بعنوان such a shame من البوم idea. الفريق أيضا صور حلقة خاصة مع فرانكي هاورد تعرف باسم «فرانكي هاورد يقابل البي جيز» كتبها راي دالتون وآلان سمبسون. هذا منح الفريق فرصة لإظهار مهارتهم الكوميدية مع اسكتشات مع هاورد. كان مقرر ان يبدا الفريق جولة سبع أسابيع لامريكا في 2 أغسطس 1968 لكن في 27 يوليو انهار روبن وفقد الوعي. ذهب لدار تمريض في لندن حيث كان يعاني من الإرهاق العصبي وتأجلت الجولة الأمريكية. الفريق بدأ يسجل ألبومه السادس وادى هذا لقضاء أسبوع في التسجيل في استديوهات أطلانطيك في نيويورك. لم يكن روبن في صحة جيدة فضاعت عليه جلسات نيويورك لكن باقي الفريق وضع جانبا الأغاني والبروفات الخاصة بالآلات الموسيقية.

### ألبوماتأوديسا، قلعة الخياروالانفصال
في عام 1969 بدأت تظهر خلافات في الفريق. بدأ يشعر روبن أن ستيجويد يفضل باري كالمطرب الأول.تطور ألبومهم التالي الذي كان مفترض ان يكون اسمه masterpiece ليصبح ألبوم مزدوج بعنوان odessa. شعر معظم نقاد الروك أن هذا أفضل ألبوم للبي جيز في الستينات مع الروك المتقدم في الأغنية التي تحمل عنوان الألبوم odessa وأغنية marley purt drive التي لها نكهة كانتري وgive your best وبالاد مثل melody fair وfirst of may (الأخيرة أصبحت الاغنية السنجل الوحيدة من الألبوم وكانت أغنية لم تحقق نجاحا كبير). شعر روبن أن أغنية lamplight في الوجه الثاني كانت لابد ان تكون في الوجه الأول وترك الفريق في منتصف 1969 وبدأ مشوار صولو (أي مغني منفرد). شهد روبن جيب نجاح قصير في أوروبا مع أغنية saved by the bell التي وصلت إلى المرتبة رقم 2 والبوم robin's reign. أطلق الألبوم الأول من ألبوم من أغاني المجمعة للبي جي best of bee gees حيث قدم أغنية السنجل words إلى جانب الاغنية الأسترالية الناجحة spicks and specks. تستبدل نسخة الاسطوانة المدمجة spicks and specks باغنية سنجل أخرى tomorrow tomorrow لان بولديور لم تعد قادرة على الحصول على حقوق استخدام الاغنية الأسترالية. كانت أغنية tomorrow tomorrow قد حققت نجاح متوسط في إنجلترا فوصلت لرقم 23 في سباق الاغاني لكنها حققت رقم 54 في أمريكا. وصل الالبوم المجمع للمرتبة رقم عشرة في كل من أمريكا وإنجلترا.
حين كان روبن وحده واصل باري وموريس وكولن باسم البي جيز فسجلوا ألبومهم التالي cucumber castle. الفريق ظهر أول مرة في برنامج «حديث المدينة» بدون روبن. في هذا الوقت عملت أختهم ليزلي جيب معهم في الفريق. أيضا صور برنامج خاص للتلفزيون يصاحب الالبوم الذي أذيع في البي بي سي عام 1971. عزف كولن بيترسون الدرامز في الأغاني المسجلة للألبوم لكن رفد من الفريق بعد بدء التصوير. قصت أجزاءه من المونتاج الأخير للفيلم. بعد رفد كولين شكل فريق «هامبي بونج» مع جوناثان كيلي. عمل عازف طوبل فرقة «بنتاجل» تير كوكس ليكمل تسجيل الأغاني للألبوم. حققت الأغنية السنجل الأساسية don't forget to remember نجاح كبير في قوائم الاغاني الإنجليزية فوصلت لرقم 2، لكن في أمريكا كانت في المرتبة رقم 73. الاغنيتين السنجل الأخرتين I.O.I.O و if I only had my mind on something else بالكاد وصلوا للقوائم. في 1 ديسمبر 1969 افترق باري وموريس. وبعد إطلاق الألبوم في أوائل 1970 بدا أن فريق البي جيز انتهى. بدأ موريس يسجل أول ألبوم صولو اسمه the loner الذي لم يطلق. في أثناء ذلك أطلق أغنية سنجل railroad وظهر في مسرحية غنائية في وست إند sing a rude song. في فبراير 1970 سجل باري ألبوم صولو لم يشهد إطلاق رسمي، رغم أن أغنية بعنوان I'll kiss your memory أطلقت كسنجل وفي الجانب الآخر من الاسطوانة أغنية this time دون تحقيق نجاح يذكر.

### 1970–1973

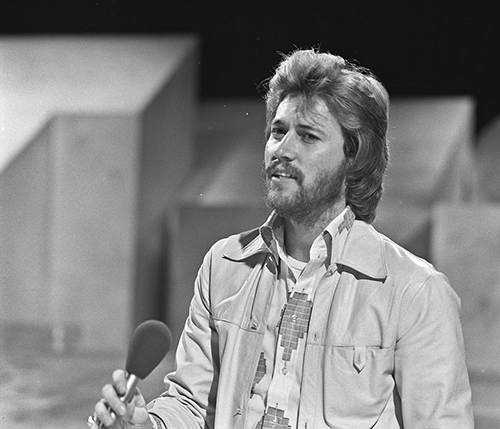
باري جيب عام 1973

لاحقا عاد الثلاثة أشقاء للعمل معا كفريق في أواخر 1970 حيث أصدروا مجموعة أغاني عن الوحدة والألم. خلال هذه الفترة أصبحوا فريق من أربعة أعضاء حيث انضم لهم عازف الدرامز الأسترالي جيف بريدفورد، الذي بعد عزفه في ألبوم 2 years on وtrafalgar أصبح آخر عضو ليس من الأخوة جيب ينضم لفريق البي جيز. رغم أنهم لم يحققوا مراكز أولى في القوائم البريطانية، حقق البي جيز المركز الثالث في أمريكا بأغنية lonely days (أيام الوحدة) (من ألبومهم الأول بعد رجوع الفريق 2 years on (سنتين فصاعدا) وحققوا المركز الأول في سباق الأغنيات بأمريكا بأغنيتهم how can you mend a broken heart (كيف تداوي القلب المجروح) من ألبوم trafalgar (ترافلجار). ظهرت مواهب الثلاثة أشقاء في الموسيقى التصويرية لفيلم «ميلودي» سنة 1971. وفي عام 1972 حققوا المركز ال16 في أمريكا بأغنية سنجل بعنوان my world (عالمي) وrun to me (إلجأ لي) من البوم to whom it may concern (لمن يهمه الأمر)، الذي صدر بعد عودتهم لقائمة أفضل عشر أغاني في السباق البريطاني لأول مرة منذ ثلاثة أعوام.

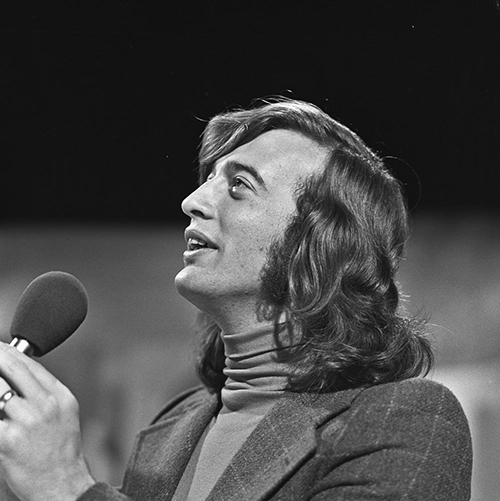
روبن جيب عام 1973

مع ذلك عام 1973 لم يحقق البي جيز النجاح. أصدروا ألبوم life in a tin can (الحياة في علبة من الصفيح) في شركة آر إس أو والأغنية الأساسية saw a new morning (رأيت صباحا جديدا) لم تحقق مبيعات حيث كانت الأغنية في مركز 94 في القوائم. تلا هذا ألبوم لم يصدر يعرف باسم A Kick in the Head Is Worth Eight in the Pants . ثم أصدروا ثاني ألبوم أغاني مجمّعة بعنوان best of bee gees, volume 2 (أفضل أغاني البي جيز، الجزء الثاني) عام 1973 رغم أنه لم يكرر نجاح ألبوم «أفضل أغاني البي جيز، الجزء الأول». عند نصيحة من أحمد إرتيجان مدير شركة «اتلانتيك ريكورد» الأمريكية، نظم ستيجوود للفريق ليسجل مع منتج موسيقى السول المعروف أريف ماردن. نتج عن ذلك ألبوم Mr Natural الذي تضمن عدد أقل من أغاني البالاد وتنبأ باتجاه الأر ان بي الذي استمر لباقي مشوارهم الفني لكن الألبوم لم يجذب الانتباه كثيرا. شجعهم ماردن على العمل بأسلوب موسيقى السول بلوز. حاول الأشقاء تكوين فريق على المسرح يقدر على الغناء مثل الاستديو. انضم إليهم عازف الجيتار الرئيسي ألان كندال عام 1971 لكن لم يحقق الكثير حتى صدورMr Natural . اضافوا لفريق العمل في هذا الالبوم عازف الطبول دنيس بريون ولاحقا اضافوا بلو ويفر العضو السابق في فريق ستروبز الذي يعزف على الكيبرود، حيث اكمل أعضاء «فريق البي جيز» في أواخر السبعينات. أصبح موريس الذي كان في السابق يعزف على البيانو والجيتار والارغن والميلوترون والباص جيتار وايضا الماندولين الآن اقتصر على عزف الباص جيتار على المسرح.

### 1974–1977: اتجاه البي جيز للديسكو
في عام 1974، في جولة الدعاية لألبوم Mr. Natural، ذهب البي جيز إلى الفلبين، في «المركز الثقافي الفلبيني». وبناء على اقتراح إريك كلبتون، انتقل الأشقاء للإقامة في ميامي، فلوريدا، في اوائل 1975 لتسجيل أغانيهم. بعد البدء بالأغاني البالاد، آخر الأمر اهتموا بإلحاح أريف ماردن وستيجود وكتبوا المزيد من أغاني الديسكو الإيقاعية، بما في ذلك ثاني أغنية لهم وصلت لرقم 1 في سباق الأغاني الأمريكي وهي jive talkin'، إضافة إلى أغنية nights on Broadway التي وصلت للمرتبة رقم 7 في السباق الأمريكي. أحب الفريق الصوت الجديد الناتج. هذه المرة اتفق الجمهور حين وصل ألبوم Main Course إلى سباقات الأغاني. هذا الالبوم تضمن أول اغنيات البي جيز حيث استخدم باري الفالسيتو، وهو أسلوب أصبح لاحقا ماركة مسجلة لفريق البي جيز. هذا أيضا كان أول البوم للبي جيز يضم اغنيتين سنجل وصلواإلى سباق أفضل عشر أغاني سنجل منذ البومهم Idea عام 1968. أيضا أصبح ألبوم Main Course أول ألبوم آر إن بي لهم في السباق. لم يتمكن ماردن من العمل مع الفريق بعد ذلك لكن وظف البي جيز ألبي جالوتن وكارل رتشاردسون، اللذين عملا مع ماردن في جلسات البوم Main Course. واصل فريق الإنتاج هذا العمل مع البي جيز خلال باقي فترة السبعينات. الألبوم التالي Children of the World كان يضم الكثير من اسلوب الفالسيتو الذي اكتشفه باري حديثا، واسلوب التوليف الديسكو الذي استخدمه بلو ويفر. كان بداية الفريق أغنية you should be dancing، فدفعت البي جيز لمستوى من النجومية لم يسبق لهم تحقيقه في أمريكا رغم أن صوتهم الجديد لأسلوب الآر إن بي/ديسكو لم يكن محبوب لدى بعض المعجبين بهم منذ الستينات.

### ألبوم «حمى ليلة السبت» و«الأرواح طارت»

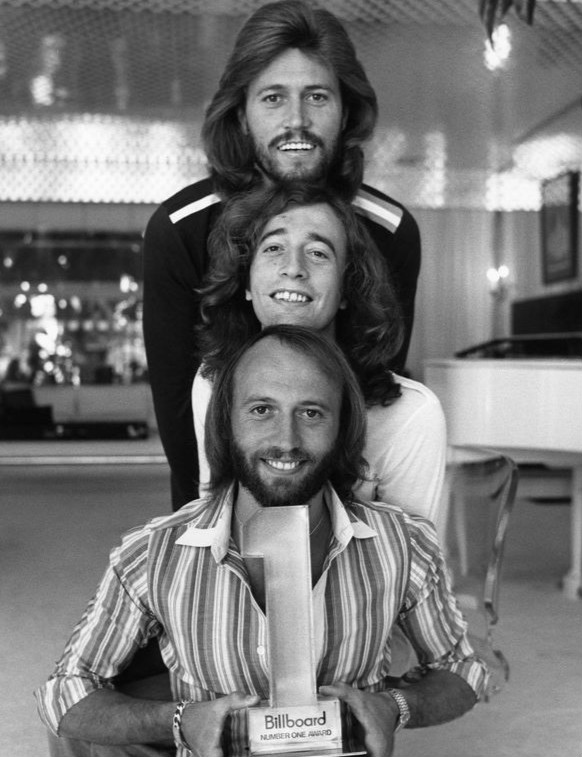
فريق البي جيز عام 1978 (من أعلى لأسفل) باري، روبن وموريس جيب

بعد نجاح ألبوم here at last .. Bee Gees .. Live، اتفق البي جيز مع ستيجود على المشاركة في الموسيقى التصويرية والأغاني لفيلم Saturday night fever. وكانت هذه نقطة تحول في مشوارهم الفني. الأثر الثقافي على الفيلم والأغاني كان كبير ليس فقط في أمريكا لكن أيضا في باقي أنحاء العالم فأظهر الديسكو للساحة .
اشتراك الفريق في الفيلم لم يبدأ إلى حين بعد الإنتاج. كما أكد جون ترافولتا «لم يكن البي جيز جزء من الفيلم في البداية.. كنت أرقص على أغاني ستيفي وندر وبوز سجاجز». كلف المنتج روبرت ستيجود البي جيز بكتابة أغاني للفيلم. كتب الأشقاء الأغنية «تقريبا في نهاية الأسبوع» في استديو «شاتو دو هيروفيل» في فرنسا. يؤكد بيل اوكس الذي أشرف على الأغنيات أن Saturday night fever لم يبدأ موجة الولع بالديسكو، لكن أطال مدته. «انتهت فترة الديسكو. هذا الأيام ينسب لفيلم fever الفضل بإطلاق كل موضة الديسكو – في الواقع لم يفعل الفيلم ذلك. الحقيقة أنه نفخ حياة جديدة في هذا النوع الموسيقي ليصبح نوع كان في الواقع يموت».
ظهرت ثلاث أغاني سنجل للبي جيز هي how deep is your love وstayin' alive وnight fever حيث حققت المرتبة الأولى في سباق الأغاني الأمريكي وفي الكثير من دول العالم، مما بدأ الفترة الشهيرة للديسكو. أيضا سجلوا أغنية If I can't have you التي حققت رقم 1 لإيفون إيلمان، في حين ظهرت النسخة التي غناها البي جيز في الجانب الثاني من اسطوانة "Stayin' Alive". كان «حمى ليلة السبت» له شعبية كبيرة حتى أنه ظهرت نسختين مختلفتين لأغنية more than a woman التي عرضت مرة من البي جيز التي كانت ضمن اغاني الألبوم ومرة أخرى لفريق تافريز التي حققت المركز الأول. كان صوت البي جيز رائع. خلال ثمانية أشهر بداية من موسم الكريسماس عام 1977 كتب الاشقاء ست اغاني وصلت للمركز الأول في القوائم الأمريكية لمدة 25 من 32 اسبوع متتالي - 3 من اصدارهم واثنين لاخيهم اندي جيب واغنية سنجل لايفون ايلمان.
انطلاقا من نجاح الفيلم حققت الأغاني عدة تسجيلات في الصناعة حيث صار أكثر الالبومات مبيعا في تاريخ التسجيلات حتى هذا العصر. مع بيع أكثر من 40 مليون نسخة يعد «حمى ليلة السبت» من اعلى خمس أفضل البومات اغاني الافلام مبيعا. من عام 2010 يعتبر أعلى البوم يحقق مبيعات حول العالم أجمع.
خلال هذه الفترة كتب باري وروبن أيضا أغنية emotion لصديقة قديمة هي المطربة الأسترالية سمانثا سانج، التي حققت مركز في أفضل عشر أغاني (غنى البي جيز في الخلفية). كتب باري أيضا أغنية «جريس» في الفيلم المأخوذ عن المسرحية الغنائية في برودواي بنفس العنوان grease للمطرب فرانكي فيلي، التي وصلت لرقم 1. خلال هذه الفترة اتبع شقيق البي جيز أندي جيب أخوته الأكبر منه سنا في المشوار الموسيقي وحقق نجاحا كبيرا. انتج باري لشقيقه أندي ثلاثة أغاني سنجل وصلت لقمة السباق الأمريكي. في مارس 1978 وصل البي جيز لرقم 1 و2 في سباق الاغاني الأمريكي باغنيتي night fever وstayin' alive وهو أمر يحدث أول مرة منذ البيلتز. في قائمة «بيلبورد لافضل 100 أغنية» في 25 مارس 1978، كتب الاخوة جيب خمس اغاني وصلت لسباق الاغاني الأمريكي للعشر أفضل اغاني في نفس الوقت وهي اغنيات night fever وstaying alive وif I can't have you وemotion وlove is thicker than water. هذه السيطرة على قائمة الأغاني لم تحقق منذ أبريل 1964، حين وصل البيتلز لكل الخمس مراكز في احسن خمس اغاني سنجل أمريكية. أصبح باري كاتب الاغاني الوحيد الذي حقق 4 اغاني متتالية في السباق الأمريكي فحطم الرقم القياسي لجون لينون وبول مكارتيني عام 1964. هذه الاغاني كانت staying alive وlove is thicker than water وnight fever وif I can't have you.
أيضا مثّل البي جيز مع بيتر فرامتون في فيلم sgt. Pepper's lonely heart club band 1978 المستلهم بألبوم كلاسيكي للبيتلز عام 1967. الفيلم روج له بشدة قبل إطلاقه وتوقع أن يتمتع بنجاح تجاري كبير. مع ذلك تعرض الفيلم غير المترابط بهجوم شديد من نقاد السينما وتجاهله الجمهور. رغم أن بعض الاغاني التي وصلت للسباق كانت الاغاني غير الناجحة. وصلت أغنية oh! Darling التي نسبت لروبن جيب إلى رقم 15 في أمريكا سابقا، سجل البي جيز ثلاثة أغاني البيتلز golden slumbers/carry that weight وshe came in through the bathroom window وsun king للفيلم الوثئاقي الموسيقي all this and world war II.
كان الألبوم الذي ظهر للبي جيز بعد Saturday night fever هو ألبوم spirits having flown. كان يضم ثلاثة أغاني في المركز الأول وهي too much heaven وtragedy وlove you inside out. كانت أغاني البي جيز في السباق الأمريكي في المركز الأول لستة مرات متتالية كأفضل اغاني سنجل خلال عام ونصف (لم يتفوق عليهم سوى ويتني هيوستون). انتهى الحال باغنية too much heaven كإسهام البي جيز الموسيقي لحفل اليونيسيف في الجمعية العمومية التابعة للأمم المتحدة في يناير 1979، وهو حفل خيري نظمه البي جيز وروبرت ستيجود وديفيد فروست لصالح اليونيسيف واذيع في كل أنحاء العالم. وتبرع الأخوة بالعوائد من الاغنية للجمعية الخيرية. وحتى 2007 حققت هذه الاغنية أكثر من 11 مليون دولار لليونيسيف. وخلال صيف 1979 شرع البي جيز في أكبر جولة حفلات تغطي أمريكا وكندا. جولة spirits having flown واصلت نجاح البوم «حمى ليلة السبت» الذي اجتاح البلد، وبيعت تذاكرالحفلات بالكامل في 38 مدينة. انتج البي جيز فيديو للأغنية Too Much Heaven اخرجها منتج الأفلام المقيم في ميامي مارتن بيتس وأنتجها تشارلز ألين. بهذا الفيديو بدأ بيتس وألين تعاون طويل مع الأخوة.
كتب البي جيز أغنية «كانتري» ناجحة عام 1979 بعنوان rest your love on me الجانب الآخر من السنجل too much heaven، التي وصلت في سباق أفضل 40 أغنية في قوائم اغاني الكانتري. في عام 1981 وصلت النسخة التي سجلها كونواي تويتي لاغنية rest your love on me لقمة سباق اغاني الكانتري.
صعد النجاح الساحق للبي جيز وتراجع مع موجة الديسكو. في نهاية 1979 كانت شعبية الديسكو تتراجع بسرعة، والنقد الشديد ضد الديسكو هدد المشوار الفني الأمريكي للبي جيز. بدأت إذاعات الراديو في انحاء أمريكا تروج عن عطلات نهاية الاسبوع «الخالية من أغاني البي جيز». بعد نجاحهم الملحوظ من 1975 حتى 1979، كانت اغانيهم تصل لسباق أفضل عشر أغاني في أمريكا عن الأغاني السنجل مرة واحدة فقط، وكان هذا عام 1989. عانت شعبية البي جيز الدولية من خسارة أقل. فكر باري جيب في نجاح اغاني فيلم «حمى ليلة السبت» على أنها نعمة ونقمة في آن واحد:

### 1989–1990 ألبومات Living Eyes وESP وone
أطلق روبن وباري عدة ألبومات صولو متنوعة في الثمانينات لكن حققت نجاح بسيط في قوائم الأغاني. مع ذلك واصل الأشقاء النجاح وراء الكواليس بالكتابة والإنتاج لفنانين عديدين. عام 1980 عمل باري جيب مع باربرا سترايسند في ألبومها guilty. وقام بانتاجه كإنتاج مشترك وكتب بالتعاون مع أخوته كل التسع اغاني في الألبوم (أربعة بالتعاون مع روبن واغنية guilty مع كل من روبن وموريس). أيضا ظهر باري على غلاف الألبوم مع سترايسند، وكان له دويتو معها في أغنيتين. حقق الألبوم المرتبة الأولى في كل من أمريكا وإنجلترا وكذلك أغنية woman in love التي كتبها باري وروبن، صارت أنجح سنجل لسترايسند وانجح ألبوم لها حتى الآن. وصل كل من الدويتيو سترايسند/جيب "Guilty" و "What Kind Of Fool," كذلك لسباق أفضل عشر اغاني في أمريكا.
عام 1981 أصدرت البي جيز ألبوم living eyes، آخر ألبوم لهم مع «شركة روبرت ستيجود». كان هذا أول سي دي يشغل أمام الجمهور، حين عزف للمشاهدين في برنامج بي بي سي «عالم الغد». مع النقد الشديد للديسكو، فشل الألبوم للوصول إلى سباق الأغاني الإنجليزي أو الأمريكي لأفضل 40 أغنية. وصلت أغنيتان سنجل من الألبوم هما he's a liar التي وصلت رقم 30 في السباق الأمريكي وliving eyes وصلت رقم 45 فحطمت قائمة ال40 للبي جيز التي بدأت عام 1975 بjive talking.
عام 1982 حققت ديان واريك رقم 2 في سباق الأغاني الإنجليزي ورقم 1 في السباق الأمريكي بأغنيتها السنجل heartbreaker، من ألبوم يحمل نفس الاسم، كتب معظمه البي جيز وأنتجه باري جيب كمنتج مساعد. وصل الألبوم لرقم 3 في السباق الإنجليزي وسباق أفضل 30 أغنية في السباق الأمريكي حيث حصلت على الميدالية الذهبية.
بعد عام، سجلت دولي بارتون وكيني روجرز أغنية البي جيز islands in the stream التي أصبحت رقم 1 في السباق الأمريكي ووصلت في سباق أفضل عشر أغاني في إنجلترا من البوم روجرز عام 1983 الذي كتبه البي جيز بالكامل eyes that see in the dark وأنتجه باري جيب كمنتج مساعد. وصل الألبوم لقائمة أفضل 10 ألبومات في أمريكا وحقق ميدالية بلاتينية مزدوجة.
حقق البي جيز نجاحا أكبر بأغاني فيلم staying alive عام 1983، وهو الجزء الثاني من فيلم «حمى ليلة السبت». منحت الأغاني ميدالية بلاتينية في أمريكا وتضمن الألبوم أغنية the woman in you التي وصلت لسباق أفضل 30 أغنية.
أيضا في عام 1983 الفريق رفع عليه كاتب الأغاني من شيكاجو رونالد سيل، الذي ادعى ان البي جيز سرقوا اللحن من أحد اغانيه let it end واستخدموها في اغنيتهم how deep is your love. أول الأمر خسر البي جيز القضية، قال أحد المحلفين أن عامل في قرار المحلفين كان فشل البي جيز في تقديم شهادة خبير تثبت شهادة خبير للمدعي انه مستحيل ان يكتب الاغنيتين بشكل مستقل. مع ذلك، تغير الحكم لصالح البي جيز بعد عدة أشهر.
عام 1985 اطلقت ديانا روس ألبوم eaten alive كتبه البي جيز مع الأغنية بنفس العنوان كتبوها بالتعاون مع مايكل جاكسون الذي شارك في اداء الاغنية أيضا. مرة أخرى أنتج باري جيب الالبوم كمنتج مساعد، واغنية السنجل chain reaction حققت المركز الأول في إنجلترا وأستراليا.
أطلق البي جيز ألبوم E.S.P عام 1987، الذي بيع منه 3 ملايين نسخة. كان أول ألبوم لهم في ستة أعوام، وأول ألبوم تنتجه لهم شركة وارنر بروس ريكوردز. فازت الأغنية السنجل you win again برقم 1 في عدة دول بما فيها إنجلترا، مما جعل البي جيز أول فريق يصل إلى سباق الأغاني في المرتبة الأولى في إنجلترا في كل من الثلاثة عقود: الستينات والسبعينات والثمانينات. كان السنجل مخيبة للآمال في أمريكا حيث وصلت للمرتبة 75 وعبر البي جيز عن إحباطهم في إذاعات الراديو الأمريكي بأنه لا يلعب أغنيتهم السنجل الجديدة، وهو تجاهل للألبوم شعروا انه أدى لضعف مبيعات البومهم الحالي في أمريكا.
في 10 مارس 1988 توفي أخوهم الاصغر أندي غيب عن عمر 30 عام نتيجة إصابته بالتهاب في عضلة القلب. اعترف اخوته بأن تعاطي اندي للمخدرات والكحوليات في الماضي على الأرجح جعل قلبه أكثر عرضة لهذا المرض. مباشرة قبل وفاة اندي، كان الفريق قرر أن ينضم لهم أندي، مما كان قد يجعل الفريق من أربعة أعضاء. الالبوم التالي للبي جيز بعنوان one 1989، قدم أغنية أهدوها لأندي هي wish you were here. كما ضم الألبوم أول أغنية لهم في السباق الأمريكي (رقم 7) في عِقد هي One (ووصلت لرقم 1 في اختيار Adult Contemporary). بعد إطلاق الألبوم، شرعوا في أول جولة لهم حول العالم منذ عشر سنوات.

### 1990–1999: Tales from the Brothers Gibb, High Civilization, Size Isn't Everything وStill Waters
في عام 1990، أصدرت شركة «تسجيلات بوليدور» مجموعة أسطوانات Tales from the Brothers Gibb: A History in Song، التي ضمت كل أغاني السنجل للفريق (فيما عدا البوم Living Eyes)، والأغاني النادرة في الوجه الثاني من الاسطوانة، والأغاني التي لم تصدر، ومواد صولو، وعروض مباشرة. قام بيل إنجلوت بعمل ميكس جديد لكثير من الأغاني مع بعض الأغاني التي ظهرت أول مرة في الأسطوانة المدمجة. في وقت إضافة الألبوم كان واحد من أول مجموعة تصدر في صناعة الموسيقى ويعتبر شرف للفريق أن يكون لديه واحد. في إنجلترا أصدرت بوليدور مجموعة أغاني من أسطوانة سنجل تعرف باسم The Very Best of the Bee Gees «أفضل أغاني البي جيز» التي ضمت أفضل أغانيهم في السباق البريطاني. أصبح الألبوم واحدا من أعلى البوماتهم مبيعا في إنجلترا وحصل على شهادة بلاتينية.
بعد ألبومهم التالي High Civilization 1991، الذي ضم أغنية في أفضل خمس أغاني في إنجلترا أغنية "Secret Love واصل البي جيز الجولة الأورروبية. بعد الجولة بدأ باري جيب يعاني من مشكلة خطيرة في ظهره تطلبت جراحة. أيضا عانى من التهاب في المفاصل وفي إحدى المراحل صار مشكوك أن يقدر على عزف الجيتار بعد الآن. أيضا في أوائل التسعينات أخيرا خضع موريس جيب للعلاج من إدمان الكحول الذي صارعه لسنوات كثيرة بمساعدة مجموعة الكحوليون المجهولون Alcoholics Anonymous.
في عام 1993، عاد الفريق للعمل مع استديو «بوليدور» وأطلقوا البوم size isn't everything الذي ضم أغنية for whom the bell tolls التي وصلت إلى سباق أفضل خمس اغاني في بريطانيا. مع ذلك لم ينجحوا في أمريكا، مع صدور أول سنجل لهم paying the price of love التي وصلت لرقم 74 في أفضل 100 أغنية في سباق «بيلبورد» في حين وصل الالبوم لمركز رقم 153.
في عام 1997، اصدروا ألبوم still waters الذي حقق مبيعات أكثر من 4 ملايين نسخة، ووصل للمركز الثاني في سباق الأغاني البريطاني (أعلى مركز منذ 1979) ورقم 11 في أمريكا. وصلت الأغنية السنجل الأولى في الألبوم alone لسباق أفضل 5 أغاني في إنجترا وأفضل 30 أغنية في أمريكا. ما زال البوم still waters أنجح ألبوم للفريق في أمريكا في مرحلة ما بعد «شركة روبرت ستيجود»
في سباق جوائز «بريت» لعام 1997 الذي عقد في «إيرلز كورت» بلندن في 24 فبراير، حصل البي جيز على جائزة «المساهمة الكبرى في عالم الموسيقى». في 14 نوفمبر 1997، أدى البي جيز في حفل على الهواء مباشرة في لاس فيجاس يعرف باسم one night only. تضمن العرض أداء أغنية our love don't throw it all away، بالتزامن مع صوت أخيهم المتوفي أندي وظهور خاص لسيلين ديون حيث ادت أغنية immortality. باعت اسطوانة الحفل أكثر من 5 ملايين نسخة. اسم one night only جاء من اعلان الفريق انه، نظرا للمشاكل الصحية التي يعاني منها باري، كان عرض لاس فيجاس آخر عرض مباشر في مشوارهم الفني. بعد رد الفعل الإيجابي من الجمهور لحفل فيجاس، قرر باري رغم الألم ان يواصل، وتوسع الحفل ليشمل جولة عبر العالم حفلات one night only. شملت الجولة الغناء أمام 56000 شخص في «استاد ومبلي» بلندن في 5 سبتمبر 1998 وانتهى في «الاستاد الأولمبي» المبني حديثا في سيدني، بأستراليا في 27 مارس 1999 أمام 72000 شخص.
في عام 1998، دمجت اغاني فيلم saturday night fever لعرض على المسرح حيث انتج لأول مرة في مسرح وست اند ثم برودواي. كتبوا ثلاثة اغاني جديدة للمعالجة الفنية. أيضا في عام 1998 سجلوا أغنية «إيلان فانين» للجمعيات الخيرية لجزيرة مان. عرف بالنشيد القومي غير الرسمي لجزيرة مان، ادى الاشقاء الاغنية اثناء جولتهم حول العالم ليعكسوا فخرهم بمكان مولدهم.
اختتم البي جيز العقد بما عرف انه آخر حفل كبير لهم يعرف باسم BG2K في 31 ديسمبر 1999.

### 2000–2008: ألبومهم This Is Where I Came In ووفاة موريس
في عام 2001 أطلق الفريق ما اتضح أنه آخر ألبوم لهم فيه مادة جديدة كفريق، بعنوان this is where I came in. حقق الألبوم نجاح مرة أخرى، حيث وصل لسباق أفضل عشر أغاني في إنجلترا (حيث حصل على الميدالية الذهبية) وسباق أفضل 20 أغنية في أمريكا. كانت الأغنية التي تحمل عنوان الألبوم سنجل في سباق أفضل 20 أغنية في إنجلترا. منح الألبوم لكل عضو في الفريق الفرصة في الكتابة بأسلوبه الخاص، إضافة إلى تأليف الاغاني معا. على سبيل المثال أغنيات موريس التي غنى فيها الدور الرئيسي هي man in the middle وwalking on air، في حين أسهم روبن بأغاني deja vu وpromise the earth وembrace وأسهم باري بأغاني loose talk costs lives وtechinicolour dreams وvoice in the widerness. الأغاني الأخرى قاموا بالتعاون في كتابتها وغنائها. أدوا الكثير من الأغنيات من البوم This Is Where I Came In في حفل live by request إضافة إلى الكثير من أشهر أغانيهم واذيع الحفل في التليفزيون على قناة A&E Network. كان الحفل الأخير الذي ظهر فيه البي جيز كثلاثة هو love and hope ball.
موريس الذي كان المدير الموسيقي للبي جيز خلال سنواتهم الأخيرة كفريق، مات فجأة في 12 يناير 2003 عن عمر 53 سنة بسبب أزمة قلبية، أثناء انتظار إجراء عملية له لعلاج انسداد الأمعاء. أول الأمر أعلن اخويه انهم ينوون مواصلة الأداء باسم بي جيز لتخليد ذكراه. لكن بمرور الوقت قرروا التقاعد عن اسم الفريق، حيث تركوه يمثل الثلاثة أخوة معا.
في نفس أسبوع وفاة موريس صدر البوم روبن الصولو magnet. وفي 23 فبراير 2003 تلقى البي جيز جائزة Grammy legend award. تسلم باري وروبين وكذلك آدام ابن موريس الجائزة في احتفال دامع.

### 2009–2012: العودة للغناء ووفاة روبن
في 1 سبتمبر 2009، الموافق لعيد ميلاد باري ال63، ذكر في مقابلة مع مذيع برنامج «إيزي ميكس» في الراديو «تيم روكسبرج» موضوع جولات فنية للمستقبل «أنهم سوف يعودون للغناء معا»؛ لكن عند الاتفاق مع شركة وارنر/راينو لم يذكروا هذا الإعلان هذه المرة. في 7 سبتمبر 2009 ذكر روبن جيب لجوناثان أجنو أنه كان على اتصال بباري جيب وأنهما اتفقا على إعادة تشكيل فريق البي جيز و«الغناء معا» مرة أخرى.
غنى باري وروبن في برنامج strictly come dancing على إذاعة البي بي سي في 31 أكتوبر 2009، وظهرا في برنامج «الرقص مع النجوم» على قناة إي بي سي تي في يوم 17 نوفمبر 2009. وفي 15 مارس 2010 قدم باري وروبن تكريم لفريق آبا السويدي في الصالة الفخرية للروك آند رول. وفي 26 مايو 2010 ظهر الاثنان بشكل مفاجئ في الموسم التاسع في نهائيات برنامج أمريكان آيدول.
في أكتوبر 2010 اجرت صحيفة ديلي ميل لقاء مع روبن جيب واكد خبر ان قصة حياة البي جيز ستتحول لفيلم في هوليوود من إخراج ستيفن سبلبرج. يؤمن المخرج الحائز على جائزة الأوسكار أن رحلة الفريق من المجهول في مانشستر إلى تحقيق شهرة عالمية سيكون فيلم ناجح. أخبر روبن ديلي ميل «الفيلم سيقوم به بعض الشخصيات الهامة. سيكون عن قصة حياتنا. باري وأنا سنكون جزء من الجانب الفني». أحد التحديات أمام سبيلبرج هو نسخ الهارموني لثلاثة أصوات المميز للأشقاء وصوت باري الفالسيتو. قال روبن «أود أن تستخدم تسجيلاتنا الاصلية لانه من الصعوبة الشديدة تقليدها».
في 20 نوفمبر 2011 أعلن ان روبن جيب في سن 61 عام انه تم تشخيصه بأنه مصاب بمرض سرطان الكبد، وهو وضع كان يعرفه قبل ذلك بعدة أشهر. كان أصبح أكثر نحافة بشكل ملحوظ في الأشهر السابقة واضطر لإلغاء العديد من اللقاءات التليفزيونية بسبب الآم شديدة في البطن.
في 13 فبراير 2012 انضم روبن لفريق The Soldiers «الجنود» العسكري البريطاني لحفل خيري في مسرح «لندن بلاديام» تاييدا للجنود المصابين. كان أول ظهور له أمام الجمهور لخمسة أشهر وآخر ظهور له.
في 14 فبراير 2012 اصيب روبن بالتهاب رئوي وكان في مستشفى بشيلسي وكان في غيبوبة. رغم أنه افاق من الغيبوبة في 20 أبريل 2012، تدهورت حالته بسرعة وتوفي في 20 مايو 2012. بوفاة روبن، أصبح باري آخر عضو في الأخوة جيب على قيد الحياة، ولم يعد هناك فريق البي جيز.
في سبتمبر وأكتوبر 2013 غنى باري في «أول جولة صولو» له «تكريما لأخوته ومشوار موسيقي استمر مدى حياته».

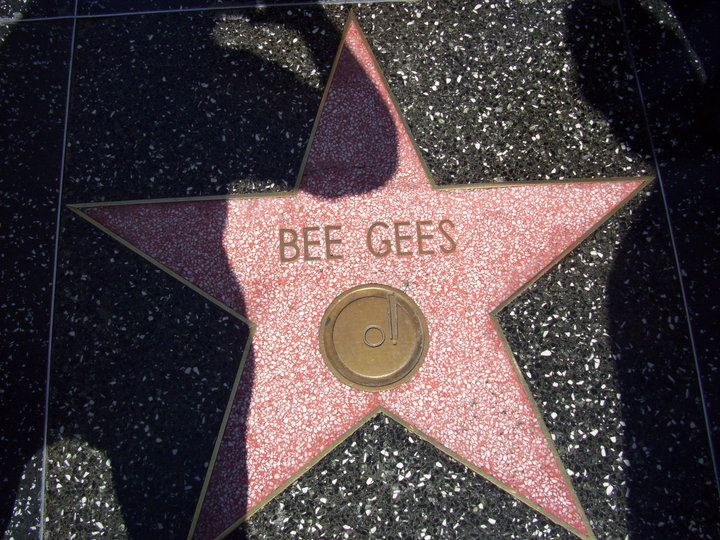
Bee gees placa

## تأثير الفنانين على البي جيز وتأثيرهم على الفنانين الآخرين وتراثهم الغنائي
تأثر البي جيز بفريق البيتلز، إيفرلي برازرز و"ميل برازرز". برايان ماي عضو فريق كوين قال: بالطبع كنت وما زالت معجب شديد بابتكارات البي جيز في الموسيقى. ولا شك يعتبروا على قمة كتابة الأغاني على مدى ال30 سنة الأخيرة؟ ذكرياتي ليست عن الأغاني اليوم، التي تعتبر إعادة ميلاد لشعبية البي جيز، لكني احب الاغنيات الأولى، اذكر أني كنت أغني هذه الأغاني مع زميلي تيم ستيفل وفريدي مركيري في الأيام الخوالي". كما امتدح أغنية you win again كأعظم أغنية في الثمانينات.
مايكل جاكسون الذي تاثر أيضا بالبي جيز يقول، "بكيت عند سماع موسيقاهم. حفظت كل نغمة وكل آلة". يذكر بول مكارتيني "كانت أغنية "كارثة المنجم" التي لعبها لي روبرت ستيجود، قلت له "وقع معهم العقد، هم رائعون". قال رنجو ستار، "البي جيز من عصرنا في غاية الأهمية، خاصة الهارموني".
حقق البي جيز مبيعات تزيد على 200 مليون أسطوانة في كل أنحاء العالم. في عام 1978 كان البي جيز مسئولين عن كتابة و/أو أداء تسعة من 100 أغنية في قائمة البيلبورد. إجمالا، وضع البي جيز 13 أغنية سنجل في سباق بيلبورد عام 1978، مع وصول 12 منهم في أفضل 40 أغنية. البي جيز أعضاء في «الأكاديمية البريطانية لكتاب الأغاني والموسيقيين». على الأقل 2500 فنان سجل أغانيهم. أشهر أغنية لهم هي how deep is your love سجل لها 400 نسخة من فنانين آخرين. ضمن الفنانين الذين غنوا أغنيهم أرديجا، مايكل بولتن، بويزون، إريك كلابتون، بيلي كورجان، دستنيز تشايلد، فيث نو مور، فيت، فليمنج ليبس، جون فروسيانتي، آل جرين، جينوشين، ألتون جون، توم جونز، جانيس جوبلين، لولو، بيتشوب بيوز، إلفيس بريسلي، جورج مايكل، بيلي جويل، بول سيمون، ديفيد بوي، برايان ولسون من فريق بيتش بويز، ديبي هاري من فريق بلوندي، مادونا، أندي بيل من فريق بيدي آي، نويل جلاجر، بريت دانيال.

## أعضاء الفريق
كان باري جيب يعزف الريزم جيتار. خلال أوائل 1970، كان روبن جيب يعزف البيانو والكمان أحيانا، بعد ذلك، كان يعزف الوتريات والكيبورد وحده. عزف موريس جيب البيس جيتار والريزم جيتار، والليد جيتار والهارمونيكا والبيانو والأرغن والميلوترون والكيبورد وكون تراك الدرامز. من 1966 حتى 1972 عزف عدة آلات في تسيجلات كثيرة. واثناء اواخر السبعينات عزف البيس جيتار أساسا. من نحو 1986 فصاعدا عادة كان يعزف الكيبورد والجيتار. ينسب الأخوان لموريس فضل انه العضو الخبير تكنولوجيًا في الفريق.

### الأعضاء الرئيسيين
- باري غيب غناء، جيتار _1958 – 2012)
- روبن غيب غناء (1958–1969, 1970–2012)
- موريس غيب – غناء، جيتار، باص، كيبورد (1958–2003)

هؤلاء الموسيقيين أعضاء في الفريق
- كولين بيترسن – درامز (1967–1969)
- فنس ميلوني جيتار رئيسي (1967–1968)
- جيف بريدجفورد – درامز (1969–1972)
- ألان كنديل – جيتار رئيسي (1971–1980, 1987–2001)
- دنيس بريون – درامز (1974–1980)
- بلو ويفر – كيبورد (1975–1980)

## التسجيلات

### ألبومات البي جيز المسجلة في الاستديو
| السنة | العنوان                                   | القائمة الأمريكية | القائمة البريطانية |
| ----- | ----------------------------------------- | ----------------- | ------------------ |
| 1965  | البي جيز يغنون ويعزفون 14 أغنية لباري جيب | -                 | -                  |
| 1966  | من هنا وهناك (ألبوم)                      | -                 | -                  |
| 1967  | ألبوم بي جي الأول                         | 7                 | 8                  |
| 1968  | أفقي (ألبوم)                              | 12                | 16                 |
| 1968  | فكرة (ألبوم)                              | 17                | 4                  |
| 1969  | أوديسا (ألبوم)                            | 20                | 10                 |
| 1970  | قلعة الخيار                               | 94                | 57                 |
| 1970  | عامين فصاعدا                              | 32                | -                  |
| 1971  | ترافلجار (ألبوم)                          | 34                | -                  |
| 1972  | لمن يهمه الأمر (ألبوم)                    | 35                | -                  |
| 1973  | الحياة في علبة صفيح (ألبوم)               | 69                | -                  |
| 1974  | مستر ناتشورال (ألبوم)                     | 178               | =                  |
| 1975  | ألبوم main course                         | 14                | -                  |
| 1976  | أطفال العالم (ألبوم)                      | 8                 | -                  |
| 1979  | الأرواح تطير (البوم)                      | 1                 | 1                  |
| 1981  | البصيرة (ألبوم)                           | 41                | 73                 |
| 1987  | ألبوم (الإدراك الحسي الفائق)              | 96                | 5                  |
| 1989  | واحد (ألبوم)                              | 68                | 29                 |
| 1991  | الحضارة (ألبوم)                           | -                 | 24                 |
| 1993  | البوم (الكيف أفضل من الكم)                | 153               | 23                 |
| 1997  | المياه الساكنة (البوم)                    | 11                | 2                  |
| 2001  | أتيت من هنا (ألبوم)                       | 16                | 6                  |

### الألبومات على الهواء
| السنة | العنوان                                          | السباق الأمريكي | السباق الإنجليزي |
| ----- | ------------------------------------------------ | --------------- | ---------------- |
| 1977  | Here at Last... Bee Gees... Live                 | 8               | —                |
| 1998  | (One Night Only (Bee Gees album)\|One Night Only | 72              | 4                |

### الأغاني في الأفلام
| السنة | العنوان                             | السباق الأمريكي | السباق الإنجليزي |
| ----- | ----------------------------------- | --------------- | ---------------- |
| 1977  | حمى ليلة السبت                      | 1               | 1                |
| 1978  | فريق نادي سرجنت بيبر للقلوب الوحيدة | 5               | 38               |
| 1983  | البقاء على قيد الحياة               | 6               | 14               |

### إعادة إصدار الكتالوج الخاص بهم
مؤخرا حصل البي جيز على حقوق ملكية كتالوجاتهم السابقة، واعادوا حقوق التوزيع ل«مجموعة وارنر ميوزيك» (التي اشترت «أتكو»)، حيث اعادوا إصدار نسخ معاد توزيعها بطريقة دجيتال لالبوم Saturday Night Fever واحدث البومهم Bee Gees Greatest ومجموعة جديدة مكونة من علبة اسطوانات: The Studio Albums: 1967–1968 باسم «تسجيلات ريبرايز ريكوردز/راينو ريكوردز».
أيضا كانت البومات احدث مثل still waters وthis is where I came in ضمن أول مجموعة معاد اصدارها. وتوفرت الثلاثة البومات التي انتجتها شركة «وارنر بروس» E. S. P. وOne وHigh Civilisation على «آي تيونز» للمرة الأولى منذ انتهاء نسخ الالبومات في أمريكا الشمالية في منتصف التسعينات.
وورد في موقع الإنترنت الخاص بروبن جيب، انه مقرر إعادة إصدار ثلاث نسخ معاد اصدارها هي best of Bee Gees وBest of Bee Gees, volume 1 وlove songs لموسم الاجازات 2008. الالبوم المزودج odessa أطلق في 13 يناير 2009 في نسخة خاصة ديلوكس من 3 اسطوانات كاملة مع الغطاء القطيفة الأحمر الأصلي مع نسخ ستيريو ومونو للالبوم إلى جانب نسخ بديلة واغاني لم تصدر من قبل.
منذ اطلاق odessa، توقفت شركة راينو عن إعادة إصدار الالبومات الاصلية للبي جيز ولم يعد هناك أي اعلان عن إذا كانت الالبومات الباقية سيعاد اصدارها.

### نسخ محدودة
سجلت أغنية «إيلان فانين» عام 1997 كاغنية سنجل محدودة وطبع منها 1000 نسخة فقط للجمعيات الخيرية لجزيرة مان. ظهرت الأغنية في جولة البي جيز حول العالم في «آي تي في» «امسية مع..» لكن حتى الآن لم تطلق بشكل عام. الأغنية السنجل متوفرة كذلك كجزء من إصدار طوابع البي جيز سنة 1999.

### مجموعات الاسطوانات التي صدرت للاحتفال بمرور 50 عام على تكوين الفريق
بالتزامن مع مرور 50 عام على تشكيل فريق البي جيز (حين بدءوا إطلاق اسم «البي جيز» على أنفسهم عام 1959)، اصدرت شركة «راينو ريكوردز» مجموعتين جديدتين Mythology وهي مجموعة من 4 اسطوانات تقدم كل أخ، بما فيهم آندي، مع أغاني اختارها شخصيا باري وروبن وإيفون زوجة موريس (مع أبنائه أدام وسمانتا) وابنة اندي بيتا. تضم اسطوانة موريس اغنيتين لموريس لم يصدرا angel of mercy وthe bridge. تضم اسطوانة اندي أغنية لم تصدر هي arrow through the heart. تضم اسطوانة mythology أيضا كتاب لصور العائلة الكثير منها لم ينشر من قبل، إلى جانب اهداءات من فنانين مثل جورج مارتن وبرايان ويلسون وإلتون جون وجراهام ناش وروبرت ستيجود مدير الفريق لمدة طويلة.
المجموعة الثانية ultimate Bee Gees تضم اسطوانتين من 40 أغنية تقدم أكثر اغانيهم نجاحا وتشمل دي في دي لفيدوهات لم تصدر، وبرامج تليفزيونية لم تذع من قبل، وعروض مباشرة وفيديوهات برومو. كل ديسك له موضوع، حيث تقدم الاسطوانة الأولى اغاني مثل a night out والاسطوانة الثانية تركز على البالاد a night in.

## الجوائز

### التكريمات
- 1979: Hollywood Walk of Fame
- 1994: Songwriters Hall of Fame
- 1995: Florida's Artists Hall of Fame
- 1997: Rock and Roll Hall of Fame
- 1997: ARIA (Australian Recording Industry Association) Hall of Fame
- 2001: Vocal Group Hall of Fame
- 2004: Dance Music Hall of Fame
- 2005: London's Walk of Fame

### جوائز جرامي
- 1978: أفضل أداء غنائي بوب لفريق – "How Deep Is Your Love"
- 1979: أفضل أداء غنائي بوب لدويتو أو فريق – "Saturday Night Fever"
- 1979: أفضل توزيع أصوات – "Stayin' Alive"
- 1979: أفضل ألبوم في العام – "Saturday Night Fever"
- 1979: منتج العام – "Saturday Night Fever"
- 1981: أفضل أداء بوب من ديوتو أو فريق مع الغناء – "Guilty" (Barry Gibb with Barbra Streisand)
- 2000: جائزة إنجاز عن مجمل الأعمال
- 2003: جائزة الأسطورة
- 2004: Hall of Fame Award – "Saturday Night Fever"

### جوائز ورلد ميوزيك
1997: جائزة الأسطورة

### جوائز الأمريكان ميوزيك
- 1979: الفريق/الديوتو المفضل بوب / روك
- 1979: أفضل ألبوم سول /آر إن بي – "Saturday Night Fever"
- 1980: أفضل فريق/ديوتو بوب / روك
- 1980: أفضل ألبوم بوب / روك – "Spirits Having Flown"
- 1997: جائزة الفنان العالمي

### جوائز بريت
1997: الإسهام البارز في عالم الموسيقى

### جوائز بي إم آي
في 15 مايو 2007، حصل البي جيز على لقب BMI Icons في الذكرى السنوية ال55 لجوائز BMI Pop. معا، باري وموريس وروبن جيب حصلوا على 109 جائزة BMI
في موسيقى البوب والكانتري واللاتين.

### طوابع بريد لتخليد ذكراهم
في أكتوبر 1999 اصدر مكتب بريد جزيرة مان مجموعة تضم 6 طوابع لتكريم موسيقى أبناءها البي جيز الذين ولدوا فيها. الإطلاق الرسمي حدث في مسرح «لندن بلاديام» حيث كان تعرض معالجة مسرحية لSaturday night fever على المسرح. وايضا حدث نفس الشيء في نيويورك بعد وقت قصير ليتصادف مع افتتاح العرض عبر الاطلنطي. الاغاني التي تظهر على الطوابع هي massachusetts وwords وI've gotta get a message to you وnight fever وstayin' alive وimmortality.

### تكريمات مدنية
في عام 1978 بعد نجاح Saturday Night Fever والاغنية السنجل "Night Fever" بشكل خاص، كرم روبن اسكيو حاكم ولاية فلوريدا الأمريكية البي جيز كمواطنين للولاية، بما انهم كانوا مقيمين في ميامي وقتها.
حصل كل الأخوة الثلاثة (بما فيهم موريس بعد وفاته) على رتبة الإمبراطورية البريطانية في ديسمبر 2001 مع احتفال اجري في قصر باكنجهام في 27 مايو 2004.
في 10 يوليو 1009 عاصمة جزيرة مان منحت باري وروبن وايضا موريس بعد وفاته وسام Freedom of the City. في 20 نوفمبر 2009، أطلق مجلس دوجلاس بيرج دي في دي تذكاري من نسخة محدودة احتفالا بحصولهم على هذا الوسام.
في 14 فبراير 2013 كشف باري جيب الغطاء عن تماثل للبي جيز، وأيضا «ممشى البي جيز» (وهو طريق ملئ بصور البي جيز)، تكريما للبي جيز في «ريدكليف، كونيزلاند» بأستراليا.

## الأفلام
- 1969: Cucumber Castle
- 1978: Sgt. Pepper's Lonely Hearts Club Band
- 1979: The Bee Gees Special
- 1990: One For All Tour
- 1997: Keppel Road
- 1998: One Night Only
- 2001: This Is Where I Came In
- 2002: Live By Request
- 2010: In Our Own Time

## هوامش
1. ↑   https://walkoffame.com/bee-gees/. {{استشهاد ويب}}: |url= بحاجة لعنوان (مساعدة) والوسيط |title= غير موجود أو فارغ (من ويكي بيانات) (مساعدة)
2. ↑  Bee Gees To Be Named BMI Icons at 55th Annual Pop Awards | News | BMI.com نسخة محفوظة 01 يوليو 2017 على موقع واي باك مشين.

## وصلات خارجية
- بي جيز على موقع IMDb (الإنجليزية)
- بي جيز على موقع الموسوعة البريطانية (الإنجليزية)
- بي جيز على موقع ميوزك برينز (الإنجليزية)
- بي جيز على موقع رولينغ ستون (الإنجليزية)
- بي جيز على موقع رولينغ ستون (الإنجليزية)
- بي جيز على موقع أول ميوزيك (الإنجليزية)
- بي جيز على موقع ديسكوغز (الإنجليزية)

- موقع الفرقة الرسمي نسخة محفوظة 24 نوفمبر 2005 على موقع واي باك مشين.
- نسخة محفوظة 30 أغسطس 2017 على موقع واي باك مشين. لمعرفة آخر أخبار
- لغة إنجليزية

الفرقة.